# پایگاه نیروی هوایی مانائوس
پایگاه نیروی هوایی مانائوس (به انگلیسی: Manaus Air Force Base) (به زبان بومی: Base Aérea de Manaus) یک فرودگاه نظامی: پایگاه نیروی هوایی با کد یاتا PLL است که یک باند فرود آسفالت دارد و طول باند آن ۲۳۱۸ متر است. این فرودگاه در شهر مانائوس کشور برزیل قرار دارد و در ارتفاع ۸۱ متری از سطح دریا واقع شده است.